# 예브게니 레베데프
예브게니 알렉산드로비치 레베데프, 레베데프 남작 (러시아어: Евгений Александрович Лебедев Yevgeniy Aleksandrovich Lebedev[*], ru; 1980년 5월 8일 출생)는 레베데프 홀딩스 유한회사의 소유주인 러시아-영국인 사업가이며, 이 회사는 이브닝 스탠더드와 ESTV(런던 라이브)를 소유하고 있다. 그는 또한 더 인디펜던트의 투자자이기도 하다.
2020년 7월, 레베데프는 영국의 총리 보리스 존슨에 의해 자선 활동과 언론 공로로 일대귀족 후보로 지명되었는데, 그의 아버지가 KGB 요원이었다는 점 때문에 광범위한 비판을 받았다. 그는 2020년 11월에 영국 상원의 중립의원으로 레베데프 남작이라는 칭호를 받았다. 그의 정식 작위는 리치먼드어폰템스구 햄프턴과 러시아 연방의 시베리아의 레베데프 남작이다.

## 어린 시절과 교육
모스크바에서 태어난 레베데프는 러시아 은행가이자 소련 KGB의 제1총국 및 그 후신인 SVR의 전직 장교였던 알렉산드르 레베데프와 그의 첫째 부인이자 엔지니어인 나탈리아 소콜로바의 아들이다. 그의 외할아버지인 블라디미르 소콜로프는 과학자였으며, 소련 과학 아카데미 (이후 러시아 과학 아카데미)의 회원이었다.
그는 아버지가 런던에 있는 소련 대사관에서 일하기 시작했을 때 8살의 나이로 런던으로 이주했다. 그는 켄싱턴에 있는 세인트 바나바스 앤 세인트 필립스 성공회 초등학교에 다녔고, 이어서 홀랜드 파크 스쿨과 밀 힐 스쿨을 다녔다. 그는 런던의 크리스티스에서 미술의 역사를 공부했다. 그는 그 이후로 계속 영국에 살고 있으며, 2010년에 (이중 국적을 가진) 영국 시민이 되었다.

## 미디어 사업
2009년 1월 21일, 예브게니와 그의 아버지는 이브닝 스탠더드 신문의 65% 지분을 매입했다. 저스틴 바이엄 쇼와 조디 그레이그를 포함한 다른 소수 주주들과 함께 레베데프는 신문의 75.1% 지분을 명목상 £1에 매입했다. 이전 소유주인 Daily Mail and General Trust plc는 회사의 24.9%를 계속 보유하지만, 이사회에 의석을 갖거나 편집 정책에 직접적으로 관여하지는 않는다.
당시 신문은 연간 £2,500만 정도의 손실을 보고 있던 것으로 추정된다. 레베데프 가문이 소유하게 된 후, 2009년 10월에 무료 신문이 되었고, 발행 부수는 즉시 70만 부로 세 배 증가했다.
2010년 3월 25일, 폐간될 예정이었던 더 인디펜던트와 더 인디펜던트 온 선데이를 레베데프가 인수했다. 10월 26일에는 아이 신문이 창간되었는데, 이는 1986년 더 인디펜던트 이후 영국에서 창간된 최초의 전국 일간지였다. 당시 신문 발행 부수는 감소하고 신문사들은 폐간하고 있었다. 2011년, 그는 "전 세계적으로 자유롭고 독립적인 저널리즘"을 홍보하기 위해 저널리즘 재단을 설립했지만, 1년 후에 폐쇄되었다.
2016년 2월, Independent Press Ltd가 i를 존스턴 프레스에 매각하는 계약을 체결했으며, 더 인디펜던트는 2016년 3월부터 디지털 전용으로 전환될 것이라고 발표되었다. 2019년, 정부의 당시 문화부 장관 제레미 라이트가 사우디아라비아 민간 투자자에게 레베데프가 출판 지분 30%를 매각한 것에 대해 공익 개입 통지 및 조사를 발표했다고 보도되었다. 경쟁시장청의 조사 결과 매각이 "경쟁의 실질적인 감소를 초래하지 않을 것"이라고 밝혀졌다. 오프컴은 이 매각이 영국-러시아 사업가가 소유한 뉴스 매체에 "어떤 영향"도 미치지 않았다고 판단했다.

## 다른 사업 관심사, 부동산 및 정치적 영향력
레베데프는 런던 라임하우스에 있는 강변 펍인 더 그레이프스를 이언 매켈런과 션 마티아스와 공동 소유하고 있다. 2012년 그는 스위스 루체른의 귀치 성 호텔을 인수하고 마르틴 로렌스 불라드에게 개조를 의뢰했다. 그는 나중에 키릴 안드로소프에게 매각했다.
그는 리젠츠 파크 근처 런던 중심가의 아파트와 햄프턴코트궁 부지 내에 있는 2급 등재 저택인 스터드 하우스를 소유하고 있다고 보도되었다. 레베데프와 그의 아버지는 론티에 있는 팔라초 테라노바와 이탈리아 페루자 시골의 몬테 테치오 근처에 있는 카스텔로 디 산타 유라시아를 소유하고 있다.
그는 2000년대 후반부터 보리스 존슨과 우정을 유지해왔으며, 레베데프의 이브닝 스탠더드는 존슨을 런던 시장으로 지지했다. 존슨은 2010년대 내내 영국과 이탈리아에서 알렉산드르 레베데프와 예브게니 레베데프가 주최한 보드카와 캐비아 파티에 참석한 것으로 보도되었다.

### 일대귀족
2020년 7월, 레베데프는 보리스 존슨에 의해 2020년 정치 서훈에서 일대귀족으로 지명되었다. 2020년 11월 19일, 그는 리치먼드어폰템스구 햄프턴과 러시아 연방의 시베리아의 레베데프 남작으로 서임되었다. 그는 12월 17일 버드 경과 클라크 오브 노팅엄 경의 지지를 받아 영국 상원에 소개되었다. 레베데프는 상원에서 중립의원으로 활동하며, 2021년 5월 12일 2021년 의회 개원식 이후 여왕 연설에 대한 토론 중 첫 연설을 했다.
선데이 타임스는 2013년부터 정보기관이 레베데프에 대해 불안해했으며, 레베데프의 아버지가 KGB 요원이었다고 보도했다. SNP 대표 이언 블랙포드는 이러한 우려 때문에 레베데프의 의회 출입증을 취소해야 한다고 주장했다. 상원 의장인 매크폴 오브 앨클루이드 경은 새로운 귀족 심사 절차를 강화해야 한다고 말했다. 레베데프는 자신이 보안 위험이 아니며 "영국 시민인 것을 자랑스럽게 생각하고 영국을 내 집으로 여긴다"고 밝혔다. 그는 자신의 아버지가 "부패와 불법적인 금융 거래에 반대하는 운동을 벌였다"며 자신의 가족이 러시아에서 "언론의 자유를 옹호하는 기록을 가지고 있다"고 말했다.
이 임명에 대해 정실주의 의혹이 제기되었고, 이는 '놀라운' 일로 묘사되었으며 영국 기득권과 저명한 러시아인들 사이의 긴밀한 유대 관계를 나타내는 것이라고 지적되었다. 2022년 3월, 노동당은 영국 하원에 존슨에게 레베데프의 작위에 대해 제공된 보안 자문을 공개하도록 정부에 강제하는 동의안을 제출했다. 이 동의안은 다수의 보수당 의원들의 지지를 받았고, 3월 29일 통과되어 2022년 4월 28일까지 문서를 의원들에게 제공해야 했다. 그러나 기한을 놓쳤고, 마이클 엘리스 내각부 장관은 어떤 정보를 공개할 수 있는지 고려하는 데 더 많은 시간이 필요하다고 확인했다. 몇 주 후 정부는 "국가 안보를 보호"하기 위해 상세한 보안 자문을 공개하지 않을 것이라고 하원에 통보했다. 레베데프는 자문 공개 결정에 대해 실망감을 표했으며, 전체 문서를 의회에 제공할 것을 요구했다.
2023년 11월, 레베데프는 영국 상원에서 언론의 자유 침식에 대해 경고하는 연설을 했다. 그는 제레미 코빈이 하마스를 칭찬할 권리조차 옹호할 것이라고 주장하면서, 자신이 "자신에 대한 산업적인 양의 거짓말"을 읽었다고 덧붙였다. 2024년 1월 현재, 레베데프는 상원에 두 번만 참석했으며, 가장 활동이 적은 의원 중 한 명이다.

## 자선 활동
레베데프는 런던의 빈곤 문제 해결에 도움을 주는 이브닝 스탠더드 디스포제스드 기금의 후원자이며, 2010년 설립 이후 1,300만 파운드 이상을 모금했다. 2018년, 그는 엘튼 존 에이즈 재단을 위한 기금 마련을 위해 더 인디펜던트와 이브닝 스탠더드 간의 공동 캠페인인 #AIDSFree를 시작했다. 2019년, 그는 두 신문 모두 런던과 전 세계의 노숙 문제를 해결하기 위한 다년간 캠페인을 시작할 것이라고 발표했다.
영국에서 코로나바이러스 봉쇄가 시작된 이후, 레베데프의 뉴스 매체는 식품 잉여 자선단체인 펠릭스 프로젝트와 협력하여 취약 계층, 일선 자선단체 및 NHS 병원에 식량을 공급해 달라고 호소했다. 2020년 12월, '푸드 포 런던 나우' 캠페인은 1,000만 파운드 목표를 초과 달성하여 2천만 끼의 식사를 제공했다고 발표했다.

## 개인 생활
데일리 텔레그래프에 따르면 레베데프는 이전에 영국 여배우 조엘리 리처드슨과 데이트했다. 그는 게이라는 소문을 부인하며, 프라이빗 아이가 붙인 "두 수염"이라는 별명에 대해서도 개의치 않는다고 언론은 보도했다.
레베데프는 현대 영국 예술을 수집하며, 트레이시 에민, 앤터니 곰리, 데이미언 허스트, 프랜시스 베이컨, 루시언 프로이드, 채프먼 형제의 작품들을 소유하고 있다. 뉴 스테이츠먼에 따르면 그는 르네상스 미술과 볼티시즘 시에 대한 폭넓은 지식도 가지고 있다. 그는 전 러시아 대통령 보리스 옐친의 이름을 딴 보리스라는 이름의 늑대를 길렀다.
그는 알렉산드르 레베데프인 아버지로부터 재산을 물려받았는데, 아버지는 러시아 과두이자 전 KGB 장교였다.

## 내용주
1. ↑  The BGN/PCGN 러시아어 로마자 표기법 is used for his name here. ALA-LC system: Evgeniĭ Aleksandrovich Lebedev, ISO 9 system: Evgenij Aleksandrovič Lebedev.[2]
2. ↑  See Beard (companion)